# Schizotricha
Schizotricha is een geslacht van hydroïdpoliepen uit de familie van de Halopterididae. De wetenschappelijke naam is voor het eerst in 1883 gepubliceerd door George James Allman, in zijn studie van de hydroïdpoliepen verzameld op de expeditie van H.M.S. Challenger in 1873-76. Hij beschreef als eerste soorten Schizotricha unifurcata, gevonden bij het eiland Kerguelen, en Schizotricha multifurcata gevonden bij Heard Island.
Álvaro L. Peña Cantero en Willem Vervoort publiceerden in 1999 een nieuwe beschrijving en herziene taxonomie van dit geslacht.

## Soorten[3]
- Schizotricha anderssoni Jäderholm, 1904
- Schizotricha crassa Peña Cantero & Vervoort, 2004
- Schizotricha dichotoma Nutting, 1900
- Schizotricha falcata Peña Cantero, 1998
- Schizotricha frutescens (Ellis & Solander, 1786)
- Schizotricha glacialis (Hickson & Gravely, 1907)
- Schizotricha heteromera Peña Cantero & Vervoort, 2005
- Schizotricha jaederholmi Peña Cantero & Vervoort, 1996
- Schizotricha multifurcata Allman, 1883
- Schizotricha nana Peña Cantero, Svoboda & Vervoort, 1996
- Schizotricha pacificola Naumov, 1960
- Schizotricha parvula Nutting, 1900
- Schizotricha philippima Hargitt, 1924
- Schizotricha polaris Naumov, 1960
- Schizotricha profunda (Nutting, 1900)
- Schizotricha southgeorgiae Peña Cantero & Vervoort, 2004
- Schizotricha trinematotheca Peña Cantero & Vervoort, 2005
- Schizotricha turqueti Billard, 1906
- Schizotricha unifurcata Allman, 1883
- Schizotricha variabilis Bonnevie, 1899
- Schizotricha vervoorti Peña Cantero, 1998